# 日本コンクリート工業
日本コンクリート工業株式会社（にっぽんコンクリートこうぎょう、英称:NIPPON CONCRETE INDUSTRIES CO.,LTD.）とは、東京都港区に本社を置く、コンクリート製品の製造・販売などを行う会社である。日本製鉄が筆頭株主である。みどり会の会員企業であり、三和グループに属している。

## 沿革
- 1948年（昭和23年）8月 ‐ 旧国鉄向けトラフ製造販売を目的に、鉄道電気工業株式会社（現・日本電設工業株式会社）から分離独立し、会社設立。本店を東京都渋谷区大和田町に置く。
- 1952年（昭和27年）3月 ‐ 茨城県下館市（現・筑西市）に川島工場（現・NC東日本コンクリート工業株式会社）建設。本店を東京都中央区銀座東に移転。
- 1956年（昭和31年）8月 ‐ 三重県鈴鹿市に鈴鹿工場（現・NC中日本コンクリート工業株式会社）建設。
- 1961年（昭和36年）10月 ‐ 東京証券取引所第二部株式上場。
- 1966年（昭和41年）8月 - 本店を東京都港区新橋に移転。
- 1967年（昭和42年）10月 ‐ 東京証券取引所第一部に指定替え。
- 1996年（平成8年）7月 - 本店を東京都港区港南に移転。
- 2007年（平成19年）8月 ‐ 川島工場・鈴鹿工場を分社化し、それぞれNC東日本コンクリート工業株式会社・NC中日本コンクリート工業株式会社とする。
- 2013年（平成25年）5月 - 経営理念を改定。
- 2013年（平成25年）10月 - 本店を東京都港区芝浦に移転。

## 主な製品
- 電柱・架線柱などのポール製品
- パイル製品（基礎杭）
- 擁壁・護岸などの壁体
- その他土木製品

## グループ会社

### 製造会社
- NC東日本コンクリート工業株式会社
- NC中日本コンクリート工業株式会社
- NC関東パイル製造株式会社
- NC西日本パイル製造株式会社
- NC九州株式会社
- NC貝原パイル製造株式会社
- NC四国コンクリート工業株式会社
- NC中部パイル製造株式会社
- NCセグメント株式会社
- NCプレコン株式会社
- NC日混工業株式会社
- NC鋼材株式会社

### その他
- NC貝原コンクリート株式会社
- NC工基株式会社
- フリー工業株式会社
- NCユニオン興産株式会社
- NCリビングサービス株式会社
- NCロジスティックス株式会社
- 日本エコテクノロジーズ株式会社